# António Rebelo de Sousa
António Jorge Duarte Rebelo de Sousa (Lisboa, São Sebastião da Pedreira, 31 de Maio de 1952) é um economista português.

## Família
É filho de Baltasar Leite Rebelo de Sousa, médico e dirigente do Estado Novo, e de sua mulher Maria das Neves Fernandes Duarte, assistente social, e irmão de Marcelo Rebelo de Sousa e de Pedro Rebelo de Sousa. 

## Biografia
António Rebelo de Sousa é licenciado em Economia, pelo Instituto Superior de Ciências Económicas e Financeiras da Universidade Técnica de Lisboa desde 1974, e doutorado com distinção e louvor pela Universidade Lusíada, desde 2004.
É professor agregado em Economia Internacional pela Universidade Técnica de Lisboa, professor associado do Instituto Superior de Ciências Sociais e Políticas e professor catedrático da Universidade Lusíada de Lisboa.
Conotado com a ala mais à esquerda do PSD, foi cofundador da Juventude Social Democrata, em 1974, e o primeiro presidente desta estrutura, designado, à época, por secretário-geral, até 1976.
Foi assessor de Joaquim Magalhães Mota, ministro do Comércio do VI Governo Provisório, entre 1975 e 1976.
Foi deputado à Assembleia da República, eleito pelo PSD, de 1976 a 1980, e eleito pelo Partido Socialista, de 1983 a 1985.
Dirigiu o Jornal do Comércio, entre 1987 e 1989, e a revista Euroexpansão, de 1982 a 1989.
Anos depois da sua saída do PSD e de ter passado pelo Parlamento como deputado pelo PS, seria assessor de António Sousa Franco (também ele um dissidente do PSD, com a cisão que levara à formação da ASDI), quando o professor de Finanças Públicas foi nomeado Ministro das Finanças do XIII Governo Constitucional, do governo de António Guterres (1995-1999). Nessa altura coordenou a revista daquele Ministério, Cooperação Financeira para o Desenvolvimento.
Consultor de assuntos económicos e internacionalização, foi vice-presidente do Instituto Luso-Árabe de Cooperação, de 1985 a 1992, presidente do Movimento para a Paz e Democracia em Moçambique, entre 1989 e 1998, e presidente da Câmara de Comércio Luso-Irlandesa, de 1990 a 1995. É consultor da Embaixada do Japão em Lisboa para Assuntos Económicos, desde 2002.

## Casamento e descendência
Casou em Cascais, Estoril, a 29 de Julho de 1975 com Maria Henriqueta Trigueiros Pinto de Mesquita (9 de Dezembro de 1952), bisneta do 2.º Conde de Idanha-a-Nova e Representante do Título de Visconde do Outeiro, da qual tem dois filhos e uma filha:
- Miguel Pinto Mesquita Rebelo de Sousa (Lisboa, São Domingos de Benfica, 18 de Janeiro de 1977), economista, licenciado pela Universidade Católica Portuguesa, MBA pela AESE/IESE Business School, casado em Lousada, Caíde de Rei, a 26 de Julho de 2003 com Rita Sofia Marques Alves das Neves Madeira (Lisboa, São Cristóvão e São Lourenço, 13 de Julho de 1977), economista, licenciada pela Universidade Católica Portuguesa, filha de António das Neves Madeira e de sua mulher Maria Manuela Marques Alves Rosa, de quem tem um filho e duas filhas:
  - Duarte das Neves Madeira Rebelo de Sousa (Lisboa, São Domingos de Benfica, 23 de Abril de 2006);
  - Maria das Neves Madeira Rebelo de Sousa (Lisboa, São Domingos de Benfica, 7 de Janeiro de 2009);
  - Margarida Maria das Neves Madeira Rebelo de Sousa (Lisboa, São Domingos de Benfica, 24 de Novembro de 2010).
- Luís Maria Pinto de Mesquita Rebelo de Sousa (30 de Setembro de 1979), economista, licenciado pela Universidade Católica Portuguesa, casado em Albufeira, a 4 de Agosto de 2018, com Maria Galvão Lucas Pinto Bessa (27 de Setembro de 1977) advogada, licenciada pela Faculdade de Direito da Universidade de Lisboa, filha de André Manuel Quintela Pinto Bessa (24 de Julho de 1950) e de Maria Clara Pinto Galvão Lucas (2 de Julho de 1950). Teve três filhos do casamento que teve com Leonor Estrela de Lacerda (21 de Fevereiro de 1980), licenciada em Gestão de Empresas pela Universidade Católica Portuguesa, filha de Luís de Lacerda (30 de Março de 1952 - 6 de Fevereiro de 1997) e de sua mulher Augusta Maria de Jesus Estrela (4 de Maio de 1948 - 23 de Novembro de 2010):
  - Luís Maria de Lacerda Rebelo de Sousa (Cascais, Estoril, 29 de Setembro de 2008);
  - António Maria de Lacerda Rebelo de Sousa (Cascais, Estoril, 30 de Março de 2011);
  - Bernardo Maria de Lacerda Rebelo de Sousa (Cascais, Estoril, 27 de Janeiro de 2014).
- Mafalda Maria Pinto de Mesquita Rebelo de Sousa (Lisboa, São Domingos de Benfica, 1 de Fevereiro de 1983), advogada, licenciada pela Faculdade de Direito da Universidade de Lisboa, LL.M. (International Business Law) pela Católica Global School of Law, Universidade Católica Portuguesa, Mestre em Direito pela Faculdade de Direito da Universidade Católica Portuguesa, casada em Lousada, Caíde de Rei, a 30 de Maio de 2009, com Bruno Vinga Santiago (14 de Agosto de 1976), advogado, licenciado pela Universidade de Coimbra, LL.M. (Tax Law) pela London School of Economics and Political Science, Mestrado em Ciências Jurídico-Empresariais pela Faculdade de Direito da Universidade de Lisboa (filho de Rodrigo Leite da Silva Santiago e de Isabel Maria Cerveira Lopes Vinga), de quem tem dois filhos:
  - Sebastião Rebelo de Sousa Santiago, nascido em Lisboa, Mártires, a 20 de Janeiro de 2011;
  - Mafalda Maria Rebelo de Sousa Santiago, nascida em Lisboa, Santa Maria Maior, a 3 de Novembro de 2014.